# Taxeotis intextata
Espèce
Taxeotis intextata est une espèce de papillons de la famille des Geometridae vivant en Australie.